# Мухамед Амин ел Хусеини
Мухамед Амин ел Хусеини (рођен вјероватно 1895 у Јерусалиму; — умро 4. јула 1974. у Бејруту) је био исламски вјерски службеник палестинског поријекла. Рођен у утицајној јерусалимској породици, сматра се једним од зачетника антисемитизма модерног времена на Блиском истоку. Познат као велики муфтија Јерусалима, мада титулу није званично никада добио. Његова најзначајнија служба је „предсједник високог исламског савјета”
Амин ел Хусеини има значајну улогу у ширењу антисемитизма у арапском свијету, као и сарадње са националсоцијалистима у Њемачкој. Био је убијеђени заговорник холокауста и за вријеме боравка у Берлину 1941. године био је члан СС-а. Ширио је активну пропаганду за нацистичку Њемачку на арапском језику. У каснијој фази Другог свјетског рата ел Хусеини је на Балкану и Африци помагао и пропагира мобилизацију муслимана за јединице Вафен-СС.